# Pont sobre el barranc de la Galera
El Pont sobre el barranc de la Galera és un pont del municipi de la Galera (Montsià) que forma part de l'Inventari del Patrimoni Arquitectònic de Catalunya. El pont sobre el barranc de la Galera o rambla neix als contraforts meridionals del massís de Caro i forma el límit sud-oriental del terme. Desguassa a l'Ebre per la seva banda dreta i davant de la població de Campredó.

## Descripció
Es tracta d'una construcció sòlida, amb un sol ull o tram amb arcada de mig punt realitzada amb pedra. Sembla que la seva amplada va ser modificada en una ampliació feta durant en segle xix i el seu arc va ser restaurat i lligat amb formigó l'any 1938. Cap a l'any 1940 el seu entorn va sofrir millores en vistes a proveir al poble d'un lloc enjardinat -aquí es troba la capella dedicada a Sant Vicent Ferrer. El barranc és ple de vegetació.
La part superior del pont fou reconstruïda després de la guerra civil 1936-39.